# استجابة مناعة

يمين :استعراض أنتيجينات (أصفر) يحفز خلية تي خام من نوع CD8+ فتصبح خلية تي قاتلة من نوع CD8+.
يسار: استعراض خلية من الجسم لأنتيجينات (أصفر) يحفز خلية تي خام من نوع CD4+ فتصبح خلية تي مساعدة CD4+.
TCR : مستقبل خلية تي T cell receptor ؛ ويشترك في العمليتين أحد أنواع [معقد التوافق النسيجي الكبير] MHC-I أو MHC-II.

استجابة المناعة (بالإنجليزية: Immune response) هي تعامل نظام المناعة مع بكتيريا أو فيروس أو مادة دخلت الجسم وتعرف عليها بأنها مادة غريبة عنه.ويُفهم من استجابة المناعة رد مناعة الجسم  على دخيل يهدده. ونفرق بين استجابة مناعية فطرية (متوارثة)، واستجابة مناعية مكتسبة: فالاستجابة المناعية الفطرية تتعرف على المادة الغريبة عن طريق آلية متوارثة، بينما استجابة المناعة المكتسبة فهي تعتمد على مستقبلات تختلف من شخص إلى شخص وتكونت لديه بحسب ما أصابه خلال حياته من أوبئة وأمراض، أعداد المستقبلات في المناعة المكتسبة تكون بأعداد كبيرة. . ف
تستطيع الاستجابة المناعية المكتسبة التعامل مع الجسم الغريب بطرق عدة: فإذا كان هذا الدخيل غير ضار فهو لا ينتج استجابة في المستقبل، ونقول عن ذلك بأن الجسم له تحمل مناعي لهذا الكائن الغريب. وأما إذا اكتشف جهاز المناعة أن الدخيل ضارا ومهددا لسلامة الجسم فهو يعد له الرد (الاستجابة) المناسب للقضاء على الدخيل. يسمى الدخيل عادة «أنتيجين» أو بالعربية ضد أو مستضد.
ما يتسبب في احداث رد مناعي هو إصابة الجسم بجراثيم أو فيروس أو فطر أو طفيل أو خلية من الجسم مريضة، مثل خلية سرطانية. وقد تنشأ استجابة ضد خلايا الجسم نفسه عندما تتعرف عليها مواد المناعة بأناه غريبة خطأ. تلك الحالة تسمى مناعة ذاتية، وهذا مرض حيث يقاوم الجسم أجزاءا منه خطأ. كذلك من الممكن أن يتعامل الجسم مع مواد من البيئة ويعتبرها خطيرة عليه ويبدأ نظام مناعته في مقاومتها، وهذا ما نسميه حساسية، مثل حساسية ضد البندق أو حساسية ضد رائحة معينة أو حساسية ضد النيكل، وغيرها.
أما إذا استطاع فيروس أو جرثوم مراوغة جهاز المناعة وعاش وترعرع وقام بعزو الجسم فيسمى ذلك «هروب مناعي» Immune escape.
يستخدم الجسم في رده لردع مستضد دخيل عدة آليات مختلفة. يتكون النظام المتمم من عدة بروتينات معقدة تنظم نفسها بنفسها، وتقوم بتعليم الدخيل أو تقضي عليه على الفور. كما تقوم خلايا خارج نظام المناعة بتنشيط مواد مبيدات (ميكروزيد) تتكون من خلايا أكولة وخلايا تي قاتلة، وجسيمات مضادة antibody تربط نفسها على دخيل غريب معين تكون قد عرفته من قبل. وعادة تنشط عدة آليات من تلك للعمل سويا بغرض القضاء على الدخيل تماما. ولكن لا بد من منع نشاط زائد لنظام المناعة حيث من الممكن أن تتضرر أنسجة جسمية خلال عملية المقاومة وتزداد بطريقة قد تؤدي إلى الموت. (أنظر فرط الحساسية الحاد وصدمة جسمية. كذلك يجب أن لا يعمل نظام المناعة ضد الجسم نفسه وإلا لأصاب الجسم مرض المناعة الذاتية. لهذا يكون من ضمن نظام المناعة عدة آليات منظمة كثيرة، بحيث تحقق توازن بين رد مفيد ورد ضار بالجسم.

## استجابة مناعة فطرية
يتكون رد المناعة الموروثة من عدة أنواع من الخلايا ومعاملات تذويب مختلفة تعمل سويا مكونة نظاما وقائيا متوافقا. وهي تبدأ عملها عند وجود علامات خاصة تتعرف عليها مستقبلات للجسم فطرية (موروثة) – ولهذا تسمى " استجابة مناعة فطرية. وهي تعمل سريعا وبكفاءة عالية: فبعد عدة دقائق من دخول الدخيل يُعرف الدخيل وتبدأ مقاومته، وتقضي عليه عادة خلال عدة ساعات.

## استجابة مناعة مكتسبة
عندما تقوم خلية أكولة بابتلاع (بلعمة) فيروس تنشط وتشكل استجابة مناعة مكتسبة. ومن الاستجابة المناعية المكتسبة توجد نوعان: استجابة مناعة خلطية، واستجابة مناعة خلوية.

### استجابة مناعة خلطية
تلك هي مواد تقاوم مسببات المرض، وهي توجد في الدم وفي العقد اللمفاوية وفي بلازما الدم الخالي من الخلايا، ويمكن الكشف عنها بالفحص الطبي. وتتكون الجسيمات المناعية - وتسمى أيضا ضد antibodies - من بروتينات موجودة في الدم وفي الغدد اللمفاوية وتنتجها خلايا بلازما.
عند تنشيط خلية بي يبدأ ارتباط مستقبل خلية بي عليها يكون مناسبا ضد المستضد (أنتيجين). تلك المستقبلات عبارة عن جسيمات مضادة ملتصقة بجدار الخلية بي. وعندما يتشكل معقد ضد-مستضد بالتقائهما معا فهو يؤخذ أولا داخل الخلية بي وتبدأ إنزيمات حالّة من سوائل الخلية خلال ببتيداز (انزيمات تحلل البروتينات) تقطع المستضد إلى أجزاء مكونة من 12 - 16 من الأحماض الأمينية ثم يتم ربطها مع بروتينات MHC2
وتعرض خارج الخلية بي على السطح. وبسبب تواجد مستقبل خلية تي تصبح في إمكان خلايا تي المساعدة من الصنف 2 التعرف على جزء المستضد المعروض من الخلية بي على البروتين MHC2 (يسمى MHC في العربية معقد التوافق النسيجي الكبير).
وعن طريق التعرف عليه وصدور إشارة (كوستيمولاتور) تنشط خلية تي المساعدة وتنتج سيتوكين (إنزيم ينظم نمو الخلايا)، يرتبط بالخلايا بي فتنشط بالتالي الخلية بي وتنتج خلايا بلازما جديدة.
بعض تلك الخلايا بي تغير نفسها وتتحول إلى خلية بي ذاكرة، فتكون مستعدة لإنتاج ضد بسرعة وبأعداد كثيرة في حالة إصابتها من جديد بنفس العدوى من المستضد، وترتبط جسيمات الضد الخاصة بهذا المستضد به وتعمل على مقاومته. وأما بقية الخلايا بي فهي تتحول إلى خلايا بلازما.

### استجابة مناعة خلوية
يتمثل رد المناعة الخلوية في خلايا تي قاتلة تقوم بعرض المستضدات أنتيجين) الدخيلة، وتدعمها خلايا تي مساعدة من نوع 1 . في البدء تنشط الخلية تي القاتلة بواسطة مؤشر «كوستمولاتور» مناسب مضاد للمستضد. ويمكن تكوّن خلايا تي القاتلة من تحسسها لبروتينات خلوية تتواجد في عصارة خلايا مصابة بخلايا سرطانية أو فيروس، ثم تعرض تلك البروتينات على سطح الخلايا، فتنشط خلايا تي القاتلة.
وعندما تنشط خلية تي قاتلة فإن المستضد الموجود في خلية الجسم المريضة يتحلل عن طريق ببتيداز (إنزيمات تحلل البروتين وتوجد في سوائل الخلية) - التي أصبحت لا تقدر على تحليل بروتينات الخلية الضرورية - إلى أجزاء قصيرة تتكون من 8 - 11 من الأحماض الأمينية. وتقوم بروتينات MHC1 بربط أجزاءا من المستضد وتعرضها على سطح الخلية لخلايا تي القاتلة. ويمكن للخلايا تي القاتلة التعرف على أجزاء المستضد بواسطة ما لها من «مستقبلات خلية تي» وتبدأ نشاطها الأولي في المقاومة. وعندما ترتبط مؤشرات «كوستيمولاتور» وسيتوكين التي انتجتها خلايا تي المساعدة وتصل إلى خلايا تي القاتلة وترتبط بمستقبلات سيتوكين، عندئذ تنشط الخلايا تي القاتلة وتكتسب قواها كاملا.
وعندما تتلامس خلية تي القاتلة مرة ثانية بخلية وتتعرف عليها بأنها خلية مريضة، تبدأ الخلية تي القاتلة «المنشطة» في قتل الخلية. ولذلك فهي تنتج برفورين Perforin ، وهو بروتين يعمل على ثقب جدار الخلية. وبعد ثقب جدار الخلية تنفذ إليها غرانزيم (نوع انزيمات من ببتيداز تحلل البروتين)، تحفز عدة إنزيمات تهضم الخلية وتفنيها.
بعض خلايا تي القاتلة تتحول إلى خلية تي ذاكرة وتصبح مستعدة للقيام بوظيفتها عند تعرضها ثانيا لخلية مريضة في الجسم وتقضي عليها.

## وصلات خارجية
- المناعة - من [موقع الطبي]
- كيف يعمل جهاز المناعة لدى الإنسان؟ - من جريدة الرياض
- (بالإنجليزية) كيف يعمل جهاز المناعة - «هاو ستف ووركس»